# Osijek Vojakovački
Osijek Vojakovački (do 1900. godine Osijek) naselje je u sastavu Grada Križevaca, u Koprivničko-križevačkoj županiji. Za vrijeme SFRJ bio je u sastavu Općine Križevci.       

## Povijest
Prema pojedinim povijesnim izvorima, odnosno kazivanjima najstarijih mještana i nekim publicističkim radovima, Osijek Vojakovački prvi se puta spominje u 15. stoljeću te se dovodi u vezu sa srpskom kneginjom Katarinom Branković Kantakuzinom Pored te verzije mjesne povijesti, postoji i druga koja se više temelji na znanstvenim istraživanjima te vjerodostojnim i dostupnim historijskim zapisima koji govore da je Vojakovački Osijek osnovan u 16. stoljeću. To potvrđuju dokument o trgovištu Brezovica o kojemu je pisao poznati hrvatski povjesničar Hrvoje Petrić, a prema kojemu je Ivan Johannes Peasinovych 1610. izjavio kako su Vlasi doselili u Osijek prije dvadeset godina (oko 1590.). Također, prema istraživaču Ranku Pavlešu, na mjestu Osijeka Vojakovačkog u srednjem vijeku (1225. godine) postojao je posjed, odnosno selo Cerovo brdo kojega je 1532. uništila vojska turskog sultana Sulejmana Veličanstvenog. U vrijeme Vojne krajine (1527. – 1881.) u Osijek Vojakovački doseljavaju prve hrvatske obitelji iz ostalih dijelova Prigorja i Zagorja. Doseljavanje pojedinih hrvatskih te mađarskih i slovenskih obitelji, nastavljeno je i tijekom 19. i 20. stoljeća. Migracije spomenutog stanovništva dovelo je do velike multikulturalnosti Osijeka Vojakovačkog koja je danas poznata u prigorskom kraju. Ta vjekovna multikulturalnost i slobodarske tradicije, došle su do izražaja i prilikom pobune (Glogovnička buna) protiv vlasti zloglasnog mađarskog vladara Khuena Hedervarya, kada je upravo grupa "Osječana" bila među najborbenijima u obrani hrvatskih narodnih prava i interesa. Između dva svjetska rata, u drugoj polovici 30-tih, u Osijeku Vojakovačkom je djelovalo Kulturno-umjetničko društvo "Seljačko kolo", "Srpska zemljoradnička zadruga", "Srpsko privredno društvo "Privrednik"  te razne hrvatsko-srpske građanske udruge, a i izgrađena je nova zgrada škole (danas PŠ Ljudevita Modeca). Nakon rata osnovana je Srpsko-kulturno društvo "Prosvjeta", udruga Antifašistički front žena (AFŽ), i mjesna organizacija Saveza socijalističke omladine te Dobrovoljno vatrogasno društvo (DVD).     
Osim kulturne organizacije, aktivna su bila i pojedina trgovačka društva te ugostiteljski obrti i brojna poljoprivredna gospodarstva. Osijek Vojakovački bio je poznat i po iznimno jakom radničkom i komunističkog pokretu u Prigorju, a u Drugom svjetskom ratu u njemu je osnovana prva partizanska grupa ("Šojkina grupa") iz koje je nastao kasnije Kalnički partizanski odred). Osječki i križevački komunisti prvi su u Prigorju 1941. godine podignuli antifašistički ustanak i socijalističku revoluciju. Za vrijeme Drugog svjetskog rata, 8. kolovoza 1943. godine,  u Vojakovačkom Osijeku osnovan je prvi Narodnooslobodilački odbor Kotar Križevci (NOO). NOO Kotar Križevci predstavljao je prvi moderni (republički) sustav državne, lokalne i regionalne vlasti u povijesti Prigorja i šire. Iz NOO Kotar Križevci nakon Drugog svjetskog rata razvio se Narodni odbor Križevci, Općina Križevci te današnji Grad Križevci kao jedinica lokalne samouprave u RH. Vojakovački Osijek pored povijesne zasluge za razvoj moderne križevačke lokalne samouprave, ima zasluge za razvoj i mjesne samouprave. Krajem 1942. godine, u njemu je, među prvima u Prigorju, formiran i Mjesni narodnooslobodilački odbor (MNOO) iz kojega je nakon rat nastao Mjesni narodni odbor (MNO) te kasnije Mjesna zajednica (MZ). Današnji sljednik tih povijesnih Odbora je Mjesni odbor Vojakovački Osijek. 

## Ime
Naziv "Vojakovački" izveden u vrijeme postojanja sela i općine Vojakovac (selo Vojakovac najprije se zvalo Batinjani ), pa su pripadajuća sela dobila pridjev "vojakovački" koji upućuje na vojnokrajiško porijeklo. Drugi dio naziva, ime Osijek (u upotrebi je bio i "Osek", "Osjek" te "Osik"), nastalo je od starog povijesnog imena selišta 'Ozegh' koje se najranije spominje u vezi srednjovjekovnog posjeda ili sela Cerovo brdo iz 1225. godine. U 14. stoljeću u sastavu Cerovog brda ušo je i susjedni posjed Hrast koji je bio otprilike na današnjoj lokaciji zaseoka Srdije.

## Stanovništvo
Prema popisu iz 2011. naselje je imalo 205 stanovnika. Najviše stanovnika naselje je imalo u razdoblju prije Prvog i Drugog svjetskog rata. Tijekom Drugog svjetskog rata stanovništvo se znatno smanjilo (zbog fašističkog terora te civilnih i ratnih žrtava.) Nakon Drugog Svjetskog rata došlo je do povećanja stanovništva, no, ono se opet smanjilo tijekom devedesetih kada je dio obitelji trajno odselio iz RH. Zadnjih nekoliko godina,    zabilježen je porast stanovništva.  Pored stanovnika hrvatske i srpske nacionalnosti, u naselju žive i stanovnici bošnjačke i mađarske nacionalnosti. Pred više od 30 godina u naselju je bilo Slovenaca i Talijana. 
| broj stanovnika | 337   | 422   | 464   | 562   | 664   | 769   | 755   | 752   | 475   | 474   | 494   | 394   | 314   | 274   | 215   | 205   | 141   |
|                 | 1857. | 1869. | 1880. | 1890. | 1900. | 1910. | 1921. | 1931. | 1948. | 1953. | 1961. | 1971. | 1981. | 1991. | 2001. | 2011. | 2021. |

## Poznate osobe
- Jovo i Đuro Vitanović te Milan Šajatović - sudjelovali u Glogovničkoj buni[10]
- Mileva Cetušić Šojka - prva prigorska antifašistkinja i jedna od prvih žena zastupnica u povijesti Hrvatskog sabora[11]
- Dragan Cetušić - pjesnik, antifašist i poznati prigorski komunist te osnivač KUD-a "Seljačko kolo" (stradao 1941. godine u logoru Danica kod Koprivnice)[12]

## Kulturne, povijesne i prirodne znamenitosti
- Pravoslavana crkva Svetog Nikolaja[13] - zaštićeni spomenik kulture
- Arheološko nalazište "Mihalj"[14] - zaštićeni spomenik kulture
- Spomenik NOB-a (u centru mjesta i na pravoslavnom groblju)[15]
- Krajiška pučka škola iz 19. stoljeća, tzv. Stara škola, u budućnosti predviđena obnova[16]
- Božja noga, veliki otisak ljudskog stopala na kamenoj stijeni u blizini tjesnaca Vratno[17]
- Kamena vrata (lat: Porta lapidea) - put Vratno - Varaždinske Toplice[18]
- Rimska cesta i most (na lokaciji Vratno)[19]
- Stara pravoslavna crkva Mijalj (između Osijeka Vojakovačkog i Stupa)
- Kuća Mileve Cetušić (ulica Habdije)
- Partizansko groblje Vratno
- Hrast kitnjak "Visovi" - kandidat za hrvatsko stablo 2019. godine[20]
- Partizanska bolnica Stupe - Spomen područje NOB-a S[21]

## Tradicionalni društveni događaji
- Tradicionalna proslava 1. maja (Međunarodni praznik rada) - "Prvomajski krijes"[22]
- Tradicionalan Uskrsno/Vaskrsna proslava - "Uskrsni ili Vaskrsni krijes"[23]
- Proslava "Nikolaja" - slava pravoslavne crkve Svetog Nikole
- Tradicionalna "Maškarada" - fašnička povorka maškra ili mačkara[24]
- Đurđašenje (Đurđaši) - običaj obilaska kuća povodom Đurđevdana[25]
- Spomenik NOB-a u Spomen parku Dudnjak gdje se svake godine održava komemoracija u čast žrtvama fašističkog terora i palim borcima. Komemoracija žrtvama fašističkog terora iz Drugog svjetskog rata[26]
- Off road Kup Vojakovački Osijek - Off road utrka[27][28]

## Gospodarstvo
Većina stanovnika bavi se raznim granama poljoprivrede, najvećim dijelom stočarstvom i svinjogojstvom i vinogradarstvom. Dio stanovnika radi u šumarstvu, novinarstvu, prosvjeti, građevinarstvu, informatičkom sektoru te ugostiteljstvu i drugim uslužnim djelatnostima unutar i izvan Republike Hrvatske. Jedno obiteljsko poljoprivredno gospodarstvo (OPG) bavi se i uzgojem konja. 